# مستشفى الملك فهد المركزي بجازان
مستشفى الملك فهد المركزي بجازان هو أحد أكبر مستشفيات منطقة جازان ويقع مستشفى الملك فهد محافظة أبو عريش بمنطقة جازان بالقرب من قرية الخشابية التابعة لمحافظة أبو عريش وياتي مستشفى الملك فهد المركزي بجازان ضمن سلسلة مستشفيات الملك فهد التابع لوزارة الصحة في المملكة العربية السعودية.التي جاء إنشأة بقرار من الملك فهد بن عبد العزيز.